# Skórka (województwo łódzkie)
Skórka – wieś w Polsce położona w województwie łódzkim, w powiecie zgierskim, w gminie Parzęczew.
| SIMC    | Nazwa       | Rodzaj    |
| ------- | ----------- | --------- |
| 0415416 | Jasionka    | część wsi |
| 0415422 | Kossobudy   | część wsi |
| 0415439 | Marysławów  | część wsi |
| 1042118 | Władysławów | część wsi |

W latach 1975–1998 miejscowość położona była w ówczesnym województwie łódzkim.